# Продан Ісидор Савич
Ісідор Савич Продан (1854, Підзахаричі, Австро-Угорщина — 1920, Ростов-на-Дону, Радянська Росія) — український і російський філософ, психолог і логік, приват-доцент Харківського університету, прихильник філософії здорового глузду.

## Біографія
Народився 27 квітня 1854 року в родині православного священника на Буковині, що входила до складу Австро-Угорської імперії. У 1872 році, після закінчення Чернівецької гімназії, вступив до Віденського університету, де вивчав філософію та психологію у професорів Р. Циммермана та Ф. Брентано. У 1875 році закінчив університет зі званням магістра філософії. До 1906 року викладав латину, грецьку та німецьку мови в гімназіях Ізмаїла, Риги та Тарту. У 1887 році захистив докторську дисертацію німецькою мовою «Механіка свідомості» (Die Mechanik des Bewusstseins) у відкритому австрійською владою Чернівецькому університеті.
У балтійський період життя під впливом робіт Лейбніца Продан створив оригінальну концепцію нової еволюційної монадології. У ці роки вийшли його праці «Про пам'ять», «Психологія внутрішнього досвіду, як основа філософських наук» і «Організація душі. Уривок із нової еволюційної монадології». Активно співпрацював з Науково-літературним товариством при Тартуському університеті, де виступав із численними доповідями. У 1906 захистив магістерську дисертацію «Про пам'ять» в університеті св. Володимира у Києві. Рецензію на дисертацію написали професори О. М. Гіляров та Г. І. Челпанов.
У 1906 році став приват-доцентом кафедри філософії в Харківському університеті, де почав читати лекції з філософії, логіки, психології, педагогіки та дидактики. Тут він організував філософський гурток, де харківські студенти займалися поглибленим вивченням класичних авторів. У ці роки вийшли його праці «Практичний посібник з психології», «Підручник логіки», «Лекції з історії новітньої філософії», «Нова логіка», «Пізнання та його об'єкт (Виправдання здорового глузду)», «Правда про Канта», «Філософія та здоровий глузд» і "Що таке мистецтво? ".
Наприкінці 1916 року переїхав до Ростова-на-Дону, де викладав як приват-доцент Донського університету до 1919 року.
У січні 1920 року загинув за нез'ясованих обставин при вступі до міста загонів червоної армії С. М. Будьонного.

## Твори
- Die Mechanik des Bewusstseins (1887)
- Про пам'ять (1900—1901)
- Психологія внутрішнього досвіду як основа філософських наук (1904)
- Про пам'ять. Психологічні дослідження (1904—1905)
- Організація душі. Уривок із нової еволюційної монадології (1905)
- Практичний посібник з психології (1908)
- Підручник логіки для середньонавчальних закладів та для самоосвіти (1909)
- Лекції з історії новітньої філософії (1909)
- «Нова логіка». Критичне дослідження та роз'яснення нових та старих помилок та помилок (1911)
- Пізнання та його об'єкт. Виправдання здорового глузду (1913)
- Правда про Канта. (Таємниця його успіху) (1914)
- Філософія та здоровий глузд (1914)
- Що таке мистецтво? (1915)